# Sistemul bancar din Germania
Sistemul bancar din Germania este caracterizat printr-o puternică orientare către activitatea bancară de tip universal. Astfel, băncile germane oferă o gamă completă de operațiuni bancare și financiare: de retail, wholesale, investment, vânzare-cumpărare de titluri de valoare în numele clienților, asigurări. 
Tipurile de bănci în Germania: băncile comerciale, băncile landurilor, băncile de economii, instituțiile de credit cooperativ regionale și cooperativele de credit. 

## Sucursalele băncilor străine (Zweigstellen ausländischer Banken)
| Rang 2011 | Numele băncii                  | Forma de organizare             | Sediul                    | Active totale (Mil. €) 2011 | Active totale (Mil. €) 2010 | Număr angajați | Geschäfts- stellen |
| --------- | ------------------------------ | ------------------------------- | ------------------------- | --------------------------- | --------------------------- | -------------- | ------------------ |
| 1.        | Deutsche Bank                  | Aktiengesellschaft              | Frankfurt am Main         | 2.164.103                   | 1.905.630                   | 100.996        | 3.078              |
| 2.        | Commerzbank                    | Aktiengesellschaft              | Frankfurt am Main         | 661.763                     | 754.299                     | 58.160         | 1.925              |
| 3.        | Landesbank Baden-Württemberg   | Anstalt des öffentlichen Rechts | Stuttgart                 | 373.059                     | 374.413                     | 12.231         | 200                |
| 4.        | KfW Bankengruppe               | Anstalt des öffentlichen Rechts | Frankfurt am Main         | 494.818                     | 441.757                     | 5.063          | 1                  |
| 5.        | DZ Bank                        | Aktiengesellschaft              | Frankfurt am Main         | 405.926                     | 383.464                     | 27.825         | 19                 |
| 6.        | Unicredit Bank AG              | Aktiengesellschaft              | München                   | 385.514                     | 371.909                     | 19.442         | 934                |
| 7.        | Eurohypo                       | Aktiengesellschaft              | Eschborn                  | 202.981                     | 229.010                     | 1.170          | 16                 |
| 8.        | BayernLB                       | Anstalt des öffentlichen Rechts | München                   | 309.144                     | 316.354                     | 10.893         | 1                  |
| 9.        | WestLB                         | Aktiengesellschaft              | Düsseldorf                | 167.910                     | 191.523                     | 4.188          | 19                 |
| 10.       | Nord/LB                        | Anstalt des öffentlichen Rechts | Hannover                  | 227.630                     | 228.524                     | 4.258          | 18                 |
| 11.       | Deutsche Postbank AG           | Aktiengesellschaft              | Bonn                      | 191.982                     | 214.684                     | 19.232         | 1.088              |
| 12.       | HSH Nordbank                   | Aktiengesellschaft              | Hamburg, Kiel             | 135.906                     | 150.945                     | 3.211          | 14                 |
| 13.       | Landesbank Hessen-Thüringen    | Anstalt des öffentlichen Rechts | Frankfurt am Main, Erfurt | 163.985                     | 166.244                     | 5.748          | 15                 |
| 14.       | NRW.Bank                       | Anstalt des öffentlichen Rechts | Düsseldorf, Münster       | 152.546                     | 156.838                     | 1.255          | 2                  |
| 15.       | Landesbank Berlin Holding      | Aktiengesellschaft              | Berlin                    | 131.175                     | 131.477                     | 5.931          | 1                  |
| 16.       | DekaBank Deutsche Girozentrale | Anstalt des öffentlichen Rechts | Frankfurt am Main         | 133.738                     | 130.304                     | 3.957          | 6                  |
| 17.       | Landwirtschaftliche Rentenbank | Anstalt des öffentlichen Rechts | Frankfurt                 | 88.877                      | 83.783                      | 240            | 1                  |
| 18.       | ING-DiBa                       | Aktiengesellschaft              | Frankfurt am Main         | 109.478                     | 96.333                      | 2.986          | 1                  |
| 19.       | Deutsche Pfandbriefbank        | Anstalt des öffentlichen Rechts | Unterschleißheim          | 108.779                     | 186.823                     | 1.032          | 7                  |
| 20.       | WGZ Bank                       | Aktiengesellschaft              | Düsseldorf                | 94.081                      | 94.081                      | 1.587          | 3                  |